# Barba pontiaguda

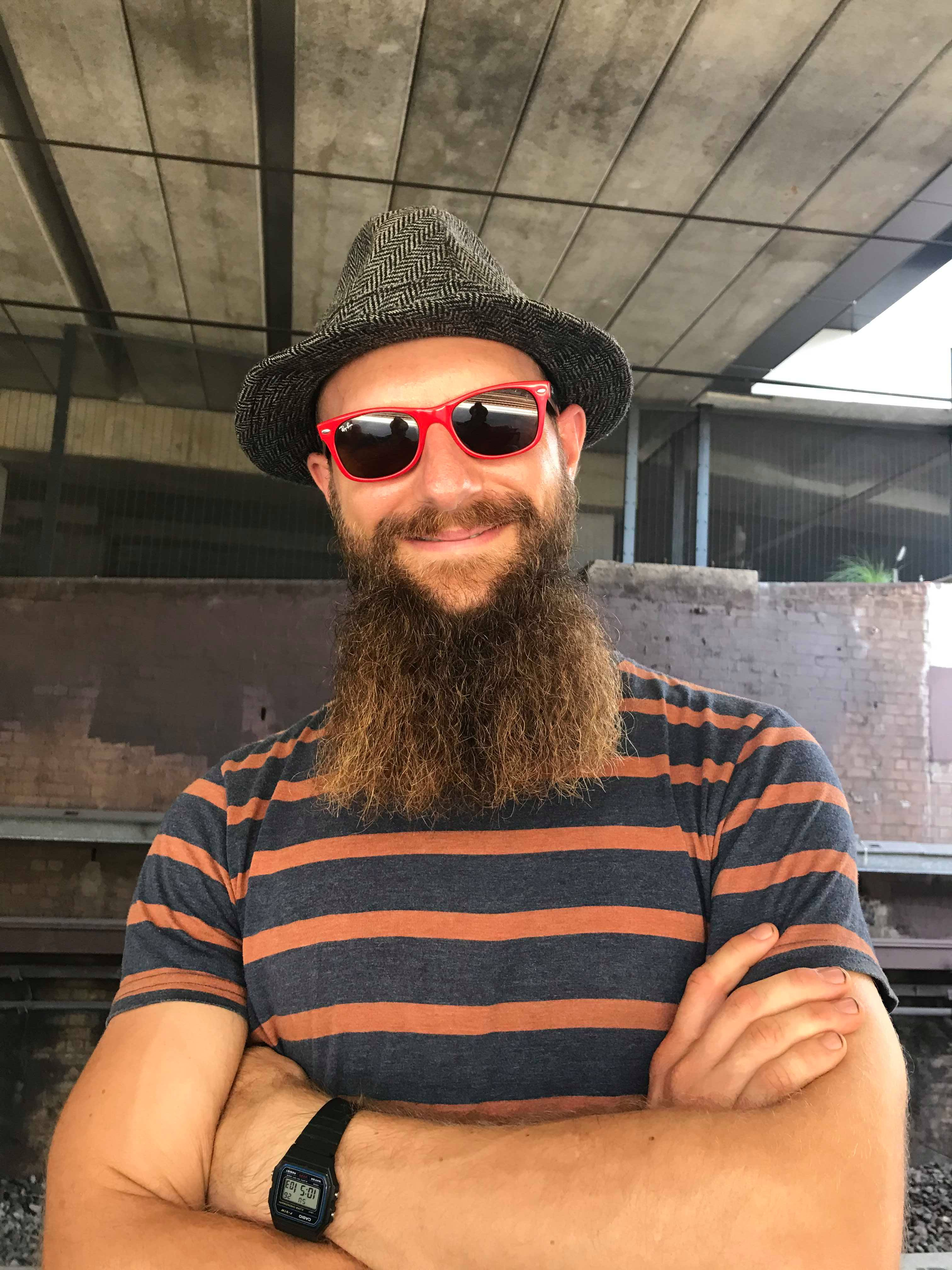
Homem com barba.

A barba pontiaguda é um fenômeno cultural identificado durante o início do século 21, supondo que a prevalência generalizada percebida de barbas encontrada na população geral dos países ocidentais atingiu um máximo.

## Estudo feito pela Universidade de Nova Gales do Sul
O conceito de barba pontiaguda ganhou maior prevalência após a publicação de um artigo acadêmico de uma equipe da Universidade de Nova Gales do Sul, que sugeriu que havia uma variação cíclica de longo prazo na prevalência de barbas na cultura ocidental devido ao papel que a escassez de atributos físicos desempenha na seleção sexual em homens heterossexuais e mulheres bissexuais e heterossexuais. Eles sugeriram que, à medida que os pelos faciais se tornam dominantes, os rostos barbeados tornam-se uma característica mais desejável na seleção de parceiros devido à sua escassez. Da mesma forma, quando rostos bem barbeados são dominantes, a barba se torna uma característica mais desejada. Isso se aplicava tanto a homens quanto a mulheres como observadores.

## Década de 2010
A crescente prevalência de barba na primeira década dos anos 2000 seguiu um período que foi percebido como uma falta geral de pêlos faciais ao longo dos anos 90. Foi sugerido que o crescimento das barbas pode ter sido desencadeado pela crise financeira em 2008, e que um padrão semelhante pode ter ocorrido após a queda de Wall Street na década de 1920. A barba durante este período tornou-se associada ao surgimento da subcultura hipster contemporânea, que foi sugerida como uma reação ao crescimento do homem metrossexual. A equipe levantou a hipótese de que as barbas seguem um ciclo de 30 anos. Embora vários meios de comunicação tenham notado a possibilidade de que a prevalência da barba tenha atingido o pico no início de 2010, uma pesquisa do YouGov sugeriu que as barbas se tornaram mais comuns em novembro de 2016 em comparação com agosto de 2011. Isso se refletiu no declínio persistente nas vendas de lâminas de barbear entre 2013 e 2015. Sugere-se que a morte frequentemente prevista da barba foi adiada ainda mais pelo início da pandemia de COVID-19, pois o trabalho remoto em casa se tornou rapidamente difundido como uma medida de saúde pública para mitigar a propagação das pandemias. Isso, por sua vez, tornou aceitável que mais trabalhadores passassem pelo visual não barbeado no caminho para o crescimento de barbas cheias.